# Brandon Paulson
Brandon Douglas Paulson (Coon Rapids, 22 ottobre 1973) è un lottatore e allenatore di lotta statunitense, specializzato nella lotta greco-romana.

## Biografia
Si è formato presso la Anoka High School, dove si è diplomato nel 1992, e l'Università del Minnesota. È stato il primo lottatore delle scuole superiori a guadagnare un posto nella squadra nazionale senior degli Stati Uniti, guadagnando la convocazione per la stagione 1991-1992. Nel 1993 ha vinto la medaglia d'argento a mondiale junior. 
Ha rappresentato la Stati Uniti ai Giochi olimpici estivi di Atlanta 1996, dove ha vinto la medaglia d'argento nel torneo dei pesi mosca. È stato vicecampione iridato ai mondiali di Sofia 2001.
Dopo il ritiro dall'attività agonistica nel 2004, dal 2005 al 2008 è divenuto vice-allenatore per la squadra di lotta della Anoka High School ed è stato nominato allenatore greco-romano dell'anno dalla USA Wrestling nel 2008. È stato anche allenatore e mentore personale del lottatore greco-romanista Jake Deitchler durante la sua preparazione alle Olimpiadi estive di Pechino 2008. Ha inoltre allentato il Minnesota Storm ed è stato co-direttore della Pinnacle Wrestling School di Shoreview. Ha allenato anche la nazionale statunitense.
Si è sposato con Rochell, con la quale ha avuto tre, Elijah, Abby e Sydney. Abby è divenuta una ginnasta della categoria élite presso il Twin City Twisters e la squadra dell'Università dello Utah.

## Palmarès
- Giochi olimpici estivi

Atlanta 1996: argento nei pesi mosca;
- Mondiali

Patrasso 2001: argento nei -54 kg;
- Giochi panamericani

Santo Domingo 2003: argento nei -55 kg;
- Mondiali

Cali 2000: bronzo nei -54 kg;